# Siamo fatti così (esplorando il corpo umano)/Questa allegra gioventù
Siamo fatti così (esplorando il corpo umano)/Questa allegra gioventù  è il cinquantaquattresimo singolo discografico di Cristina D'Avena, pubblicato nel 1989. Il brano Siamo fatti così (esplorando il corpo umano) era la sigla della serie animata Siamo fatti così, scritta da Alessandra Valeri Manera su musica e arrangiamento di Massimiliano Pani. Sul lato B è incisa Questa allegra gioventù, sigla dell'anime omonimo, scritta da Alessandra Valeri Manera su musica e arrangiamento di Massimiliano Pani. La base musicale fu utilizzata anche per la versione francese "Une vie nouvelle" (1990) e per quella spagnola "Alegre juventud" (1992).

## Edizioni
Siamo fatti così è stata pubblicata su album per la prima volta nella compilation Cristina D'Avena e i tuoi amici in TV 3. Questa allegra gioventù invece è stata pubblicata, alcuni mesi più tardi, nella compilation Fivelandia 7.

## Tracce
Lato A
1. Siamo fatti così (esplorando il corpo umano) – 2:48 (Alessandra Valeri Manera-Massimiliano Pani)

Durata totale: 2:48
Lato B
1. Questa allegra gioventù – 3:41 (Alessandra Valeri Manera-Massimiliano Pani)

Durata totale: 3:41